# 삼성 슬레이트 7
삼성 슬레이트 7(Samsung Slate 7)는 삼성전자가 2011년 11월에 출시한 제품이다. Asus사의 EP121과 같이 X86 기반의 CPU와 Wacom사의 필압감지 기술을 적용하였다.